# Воскресенье Супербоула
Воскресенье Супербоула — воскресенье, в которое проходит главный матч американского футбола. До 2022 этим днём было первое воскресенье февраля, но из-за увеличения количества матчей в регулярном сезоне, с 2022 Воскресенье Супербоула это второе воскресенье февраля. В Соединённых Штатах Америки этот день также называют неофициальным праздником. Последнее воскресенье Супербоула произошло 9 февраля 2025 года, во время Супербоула LIX. Воскресенье Супербоула - это объединение людей, готовящихся посмотреть матч, и это второй день в США по количеству съеденной пищи.

## Существующие праздники
Почти все спортивные бары во время Супербоула полностью переполнены, но год за годом всё меньше людей ходят в бар, предпочитая оставаться дома. Ряды в магазинах резко пустеют в дни матча. Несмотря на то, что Супербоул - неофициальный праздник, Национальная Футбольная Лига смогла договориться о том, чтобы первые три дня после Супербоула были не рабочими. Чаще всего телевизионные компании уделяют весь день рассказам об игре.

## Еда
После Дня Благодарения это второй день по количеству съеденной пищи. Обычно это шведский стол. Чаще всего традиционные продукты, которые входят в меню перед Супербоулом, это: крылышки Буффало, свиные рёбрышки, пицца, картофельные чипсы и соусы. Полицейские департаменты США заметили, что в день Супербоула увеличивается количество водителей в состоянии алкогольного опьянения. Число заказов в компании по доставке пиццы также возрастает.